# Hiroki Kobayashi
Hiroki Kobayashi (小林 弘記 Kobayashi Hiroki?), född 24 maj 1977 i Shizuoka prefektur, är en japansk före detta fotbollsspelare.
Kobayashi började sin karriär 1996 i Júbilo Iwata. Efter Júbilo Iwata spelade han för Verdy Kawasaki, Consadole Sapporo, FC Tokyo, Shonan Bellmare och Roasso Kumamoto. Han avslutade karriären 2009.